# Paolo Jannacci

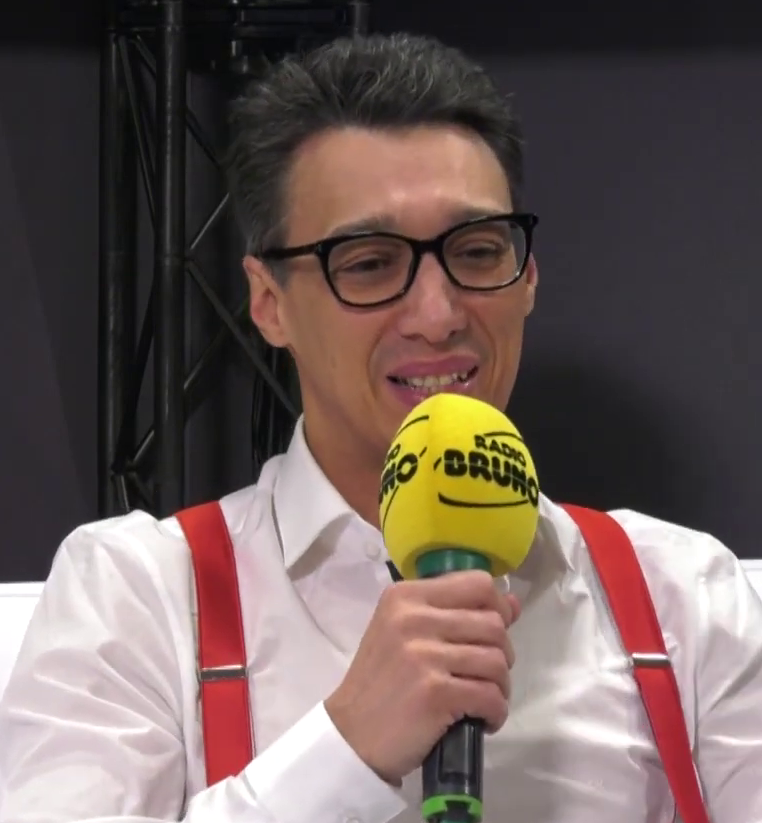
Paolo Jannacci, 2020

Paolo Maria Jannacci (* 5. September 1972 in Mailand) ist ein italienischer Musiker, der sowohl im Jazz- als auch im Popbereich aktiv ist.

## Karriere
Der Sohn von Enzo Jannacci schlug früh eine musikalische Laufbahn ein. Er lernte an der Musikschule und zuhause Klavier und Musiktheorie und begann ab 1988, als Arrangeur, Musikproduzent und Begleitmusiker (an Klavier, Akkordeon, Bass und Schlagzeug) in Erscheinung zu treten. Später bildete er sich am Konservatorium von Como weiter. Im Lauf seiner Karriere arbeitete er mit prominenten Vertretern der italienischen Musik- und Theaterszene zusammen, darunter Dario Fo, Paolo Conte, Francesco Guccini, Ornella Vanoni, J-Ax, Roberto Vecchioni und nicht zuletzt sein Vater. Er war an mehreren Film- und Theater-Soundtracks beteiligt und trat in diversen Fernsehsendungen auf. Mehrfach dirigierte er das Orchester des Sanremo-Festivals.
Sein erstes eigenes Album veröffentlichte Jannacci 1999 unter dem Titel Notes. Diesem folgten bis 2019 sechs weitere Alben. Der Musiker gewann als Produzent dreimal die Targa Tenco, zweimal für das Lied des Jahres (Lettera da lontano 2002 und L’uomo a metà 2003) sowie einmal für das beste Dialektalbum (Milano 3/6/2005 2005) – immer in Zusammenarbeit mit seinem Vater. Für Filmsongs war er 1992 und 2007 außerdem für einen David di Donatello bzw. ein Nastro d’Argento nominiert. 2011 legte er mit Aspettando al semaforo eine Biografie seines Vaters vor.

## Diskografie
- Notes (1999)
- Tape 1 (2004)
- My Tangos (2005)
- Trio (2008)
- Allegra (2013)
- Hard Playing (2017)
- Canterò (2019)

## Schriften
- Aspettando al semaforo. Mondadori, 2011, ISBN 9788804613848.

## Belege
1. ↑  Paolo Maria Jannacci. CPM – Music Institute, abgerufen am 25. Dezember 2019 (italienisch).
2. ↑  Paolo Jannacci. Bubba Music, abgerufen am 25. Dezember 2019 (italienisch).
3. ↑  Aspettando al semaforo – Paolo Jannacci. In: Libri Mondadori. Abgerufen am 25. Dezember 2019 (italienisch).

| Personendaten    | Personendaten                              |
| ---------------- | ------------------------------------------ |
| NAME             | Jannacci, Paolo                            |
| ALTERNATIVNAMEN  | Jannacci, Paolo Maria (vollständiger Name) |
| KURZBESCHREIBUNG | italienischer Musiker                      |
| GEBURTSDATUM     | 5. September 1972                          |
| GEBURTSORT       | Mailand                                    |